# بیلیف بریج
بیلیف بریج (به انگلیسی: Bailiff Bridge) یک روستا و شهرک در بریتانیا است که در یورک‌شر غربی واقع شده‌است.